# Kończak
Kończak (także: Stobniczka) – rzeka w gminach Ryczywół, Połajewo i Oborniki, prawy dopływ Warty (ujście na 188 kilometrze). 

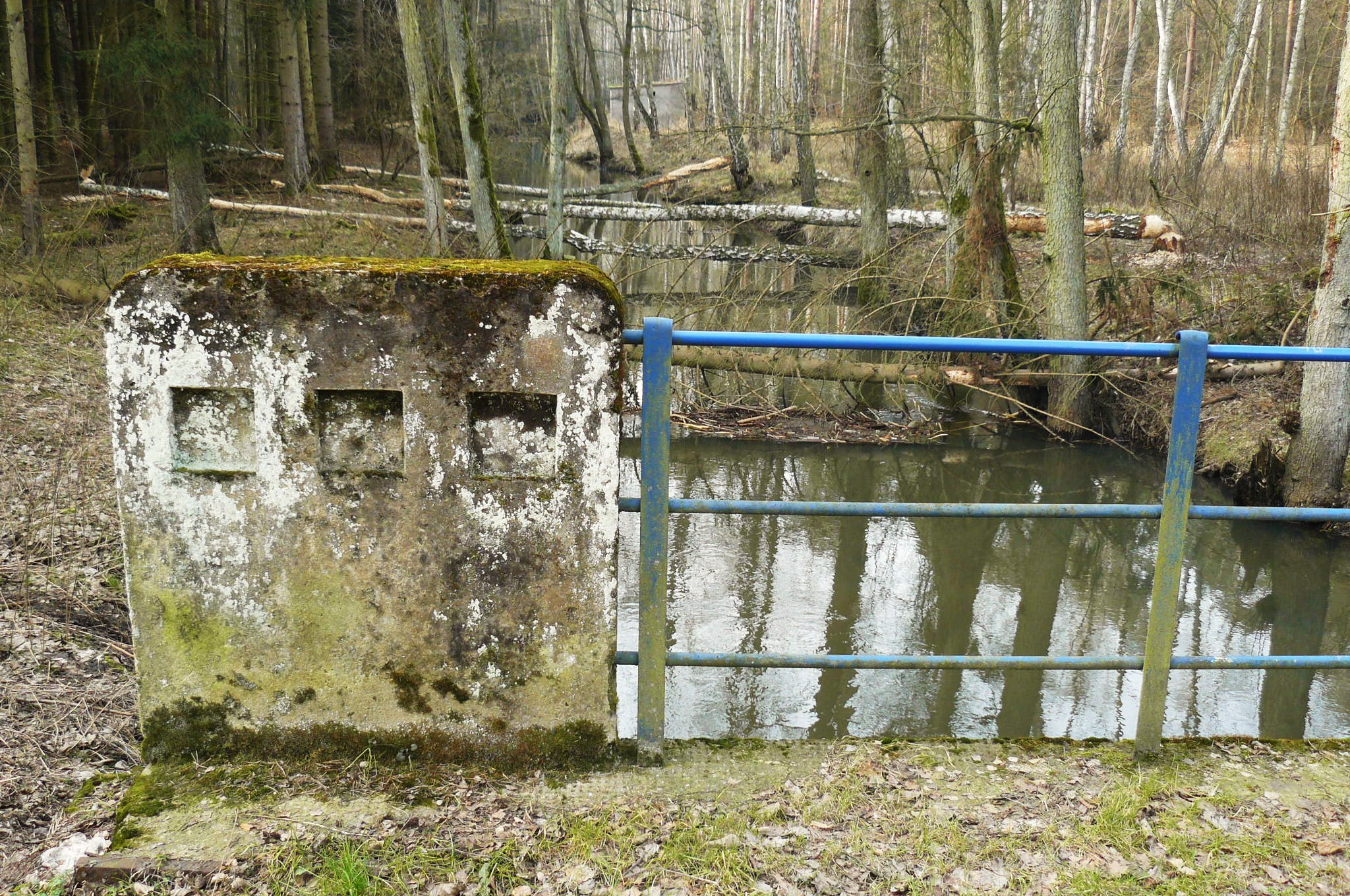
Most w rejonie Podlesia

## Charakterystyka
Długość – 23 km, przeciętna szerokość – 5 m. Tereny źródliskowe znajdują się pomiędzy Połajewem, a Ludomami. W pobliżu ujścia stawy rybne i przegradzające koryto zabudowania dawnej Terenowej Stacji Doświadczalnej Katedry Zoologii Uniwersytetu Przyrodniczego z Poznania, tzw. Wilczego Parku – hodowla wilków. Spływalny dla kajaków od Połajewa do płotu Uniwersytetu Przyrodniczego. W czasie II wojny światowej w lasach nad Kanałem działały oddziały partyzanckie. Koło Stobnicy, znajduje się grób dwóch poległych 3 listopada 1944 partyzantów: Gerarda Żabińskiego i Aleksandra Kowalowa. W okolicach cieku prowadzi leśna ścieżka dydaktyczna Doliną Kończaka o długości 7,7 km (12 tablic), oznaczona sylwetką brązowego bobra na białym kwadracie. Zwłaszcza w dolnym biegu ma urozmaicone, meandrujące koryto. W dolinie cieku żyją m.in. bóbr europejski, wydra i zaskrońce. Niedaleko Stacji Doświadczalnej rosną Stobnickie Babki – sosny, pomnik przyrody.